# Эдшмид, Казимир

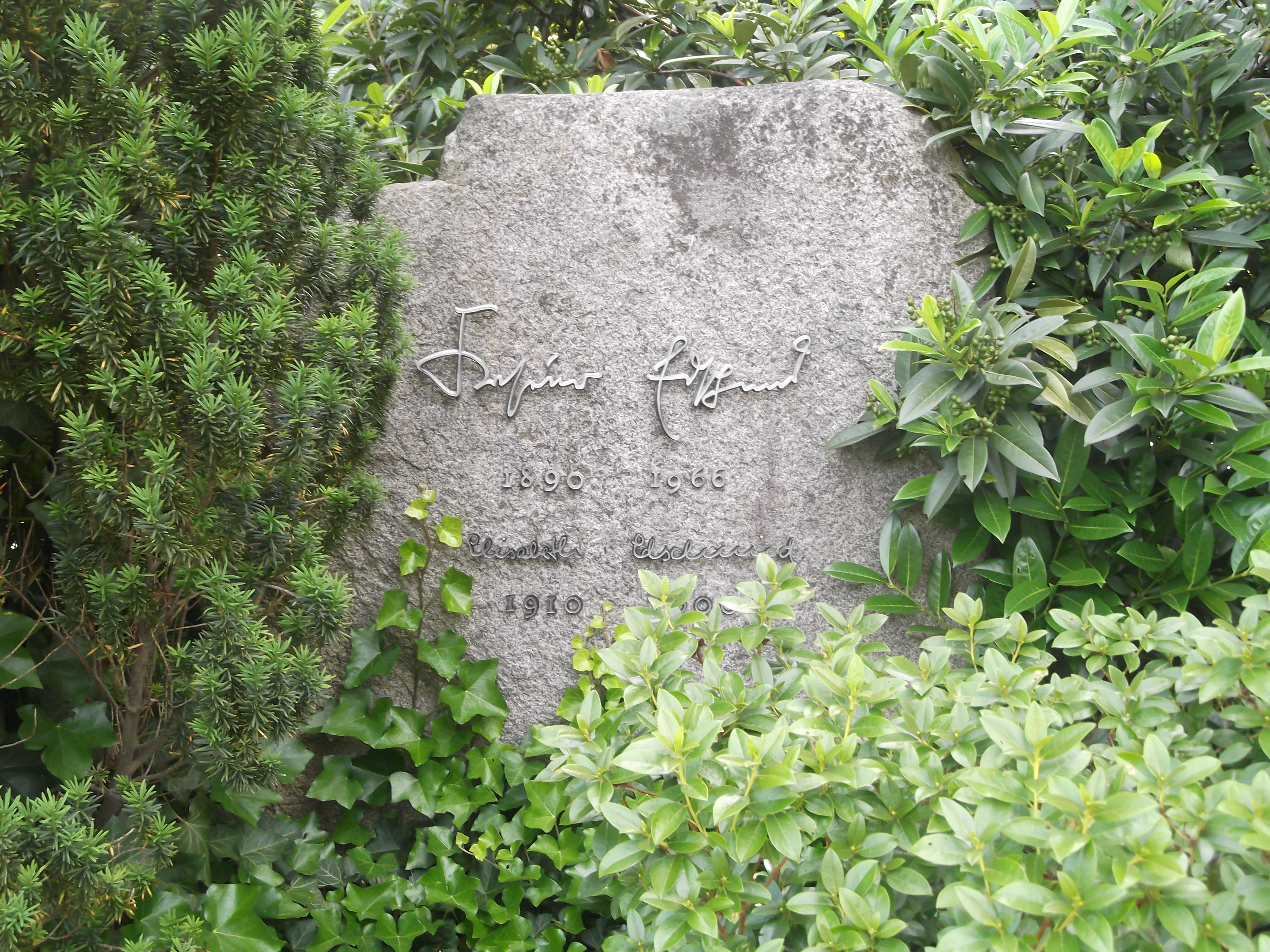
Могила Казимира Эдшмида в Дармштадте

Казимир Эдшмид (настоящие имя и фамилия — Эдуард Шмид) нем. Kasimir Edschmid, 5 октября 1890, Дармштадт, Германская империя — 31 августа 1966, Тарасп, Швейцария) — немецкий поэт, писатель, эссеист, сценарист, журналист. В 1910-х годах — один из лидеров экспрессионизма.

## Биография
Сын профессора физики. Изучал романскую филологию в Мюнхене, Париже, Гисене и Страсбурге. Наладил ценные контакты с представителями европейской богемы. Тогда же дебютировал с серией стихотворений, коротких рассказов и эссе, выступил с манифестом нового стиля экспрессионизма — «Экспрессионизм в литературе и новой поэзии». По словам Е. И. Замятина, один из основных теоретиков экспрессионизма и едва ли не самый талантливый среди них беллетрист.
Для его ранней прозы характерны экзотические, эротические сюжеты. Позже он создавал романы на современные темы. Большой успех Эдшмиду принесли книги репортажей о путешествиях по Европе, Африке, Азии, Латинской Америке, биографические книги о Байроне (1929), Бюхнере (1950).
В годы фашизма его книги подверглись публичному сожжению, однако он продолжал жить в Германии и Италии, лишённый права печататься. Этому периоду посвящена книга «Хороший закон» (1946). После 1949 года жил в ФРГ.
Умер в Швейцарии.

## Избранные сочинения
- Экспрессионизм в литературе и новой поэзии
- Тимур (Timur, 1916, три новеллы)
- Das rasende Leben (1915)
- Sport um Gagaly (1928)
- Glanz und Elend Südamerikas (1931)
- Deutsches Schicksal (1932)
- Das Südreich. Roman der Germanenzüge (1933)
- Lorbeer, Leid und Ruhm (1935)
- Gärten, Männer und Geschichte (1937)
- Inseln, Römer und Cäsaren (1939)
- Hirten, Helden und Jahrtausende' (1941)
- Das gute Recht (1946)
- Lesseps — Das Drama von Panama (1947)
- Seefahrt, Palmen und Unsterblichkeit (1948)
- Wenn es Rosen sind, werden sie blühen (1950)
- Der Zauberfaden (1951)
- Frühe Manifeste. Epochen des Expressionismus (1957)
- Tagebuch 1958—1960 (1960)
- Lebendiger Expressionismus. Auseinandersetzungen, Gestalten, Erinnerungen (1961)
- Portraits und Denksteine (1962)
- Briefe der Expressionisten (1964)
- Die frühen Erzählungen (1965)
- Italien. Landschaft, Geschichte, Kultur (1968)
- Первая немецкая революция (роман)
- Двуглавая нимфа (эссе)